# Tragocephala mniszechii
Tragocephala mniszechii är en skalbaggsart som beskrevs av Thomson 1857. Tragocephala mniszechii ingår i släktet Tragocephala och familjen långhorningar.
Artens utbredningsområde är:
- Angola.
- Gabon.
- Sierra Leone.
- Togo.

Inga underarter finns listade i Catalogue of Life.